# Open BLS de Limoges 2022 - Doppio
Monica Niculescu e Vera Zvonarëva erano le detentrici del titolo, ma Zvonarëva ha deciso di non partecipare a questa edizione del torneo. Niculescu ha fatto coppia con Ana Bogdan, ma sono state sconfitte al primo turno da Jessika Ponchet e Renata Voráčová.
In finale Oksana Kalašnikova e Marta Kostjuk hanno sconfitto Alicia Barnett e Olivia Nicholls con il punteggio di 7-5, 6-1.

## Teste di serie
1. Oksana Kalašnikova /  Marta Kostjuk (Campionesse)

1. Natela Dzalamidze /  Aleksandra Panova (quarti di finale)

## Wildcard
1. Elixane Lechemia /  Marine Partaud (quarti di finale)

## Ranking speciale
1. Jessika Ponchet /  Renata Voráčová (semifinale)

## Tabellone

### Legenda
| - Q = Qualificato - WC = Wild card - LL = Lucky loser | - ALT = Alternate - SE = Special Exempt - PR = Protected Ranking | - w/o = Walkover - r = Ritirato - d = Squalificato |

|  | Quarti di finale | Quarti di finale        | Quarti di finale        | Quarti di finale | Quarti di finale |  |  | Semifinali | Semifinali              | Semifinali              | Semifinali                     | Semifinali                     |   |   | Finale | Finale                           | Finale                           | Finale | Finale |  |
|  |                  |                         |                         |                  |                  |  |  |            |                         |                         |                                |                                |   |   |        |                                  |                                  |        |        |  |
|  | 1                | O Kalašnikova M Kostjuk | 6                       | 63               | [10]             |  |  |            |                         |                         |                                |                                |   |   |        |                                  |                                  |        |        |  |
|  | WC               | E Lechemia M Partaud    | 3                       | 7                | [4]              |  |  | 1          | O Kalašnikova M Kostjuk | O Kalašnikova M Kostjuk | 6                              | 6                              |   |   |        |                                  |                                  |        |        |  |
|  |                  | A Fomina-Klotz J Lohoff | A Fomina-Klotz J Lohoff | 2                | 4                |  |  |            | A Blinkova A Dețiuc     | A Blinkova A Dețiuc     | 4                              | 1                              |   |   |        |                                  |                                  |        |        |  |
|  |                  | A Blinkova A Dețiuc     | A Blinkova A Dețiuc     | 6                | 6                |  |  |            |                         |                         |                                |                                |   |   | 1      | Oksana Kalašnikova Marta Kostjuk | Oksana Kalašnikova Marta Kostjuk | 7      | 6      |  |
|  |                  | A Bogdan M Niculescu    | 6                       | 5                | [7]              |  |  |            |                         |                         | Alicia Barnett Olivia Nicholls | Alicia Barnett Olivia Nicholls | 5 | 1 |        |                                  |                                  |        |        |  |
|  | SR               | J Ponchet R Voráčová    | 4                       | 7                | [10]             |  |  | SR         | J Ponchet R Voráčová    | 6                       | 65                             | [4]                            |   |   |        |                                  |                                  |        |        |  |
|  |                  | A Barnett O Nicholls    | A Barnett O Nicholls    | 6                | 7                |  |  |            | A Barnett O Nicholls    | 2                       | 7                              | [10]                           |   |   |        |                                  |                                  |        |        |  |
|  | 2                | N Dzalamidze A Panova   | N Dzalamidze A Panova   | 3                | 64               |  |  |            |                         |                         |                                |                                |   |   |        |                                  |                                  |        |        |  |